# One (album des Bee Gees)
Pour les articles homonymes, voir One.
Albums de Bee Gees
ESP
(1987) Tales from the Brothers Gibb
(1990)
One est le dix-huitième album studio des Bee Gees, sorti en 1989. Il est dédié à leur frère cadet Andy, mort d'une myocardite en mars 1988, à l'âge de 30 ans. Le single One se classe 7e aux États-Unis. Son succès permet au groupe d'entreprendre leur première tournée mondiale depuis 1979, le One for All Tour.

## Titres
Toutes les chansons sont de Barry, Robin et Maurice Gibb.
1. Ordinary Lives – 4:01
2. One – 4:55
3. Bodyguard – 5:21
4. It's My Neighborhood – 4:17
5. Tears – 5:16
6. Tokyo Nights – 3:56
7. Flesh and Blood – 4:44
8. Wish You Were Here – 4:44
9. House of Shame – 4:51
10. Will You Ever Let Me – 5:58
11. Wing and a Prayer – 4:10

## Musiciens
- Barry Gibb : chant, guitare
- Robin Gibb : chant
- Maurice Gibb : chant sur House of Shame, guitares acoustique et électrique, claviers, synthétiseurs,
- Alan Kendall : guitare solo sur It's My Neighborhood, Tokyo Nights et House of Shame
- Tim Cansfield : guitare solo
- Nathan East : basse
- Peter-John Vettese : claviers, synthétiseurs
- Steve Ferrone : batterie